# Canton de Bugey savoyard
Le canton de Bugey savoyard est une circonscription électorale française du département de la Savoie créée par le décret du 27 février 2014. Elle tient lieu de circonscription d'élection des conseillers départementaux et entre en vigueur lors des premières élections départementales de 2015 suivant la publication du décret.

## Histoire
Un nouveau découpage territorial du département de la Savoie entre en vigueur à l'occasion des premières élections départementales de mars 2015 suivant le décret du 27 février 2014.
Les conseillers départementaux sont, à compter de ces élections, élus au scrutin majoritaire binominal mixte. Les électeurs de chaque canton élisent au Conseil départemental, nouvelle appellation du Conseil général, deux membres de sexe différent, qui se présentent en binôme de candidats. Les conseillers départementaux sont élus pour 6 ans au scrutin binominal majoritaire à deux tours, l'accès au second tour nécessitant 12,5 % des inscrits au 1er tour. En outre la totalité des conseillers départementaux est renouvelée. Ce nouveau mode de scrutin nécessite un redécoupage des cantons dont le nombre est divisé par deux avec arrondi à l'unité impaire supérieure si ce nombre n'est pas entier impair, assorti de conditions de seuils minimaux. En Savoie, le nombre de cantons passe ainsi de 37 à 19.
Le nouveau canton de Bugey savoyard, initialement dénommé « canton de Yenne », est formé de communes des anciens cantons de Saint-Genix-sur-Guiers (10 communes), de Yenne (14 communes) et de Ruffieux (8 communes). Il est entièrement inclus dans l'arrondissement de Chambéry. Le bureau centralisateur est situé à Yenne.

## Représentation
| Période élective | Période élective | Mandat | Mandat   | Identité               | Nuance | Nuance | Qualité |
| ---------------- | ---------------- | ------ | -------- | ---------------------- | ------ | ------ | --- |
| 2015             | 2021             | 2015   | 2021     | Gaston Arthaud-Berthet |        | LR     | Ancien gérant de société Maire de Sainte-Marie-d'Alvey (1989-2020) Ancien conseiller général du canton de Saint-Genix-sur-Guiers (1999-2015) Conseiller départemental délégué à l'Aéroport Chambéry Savoie Mont Blanc |
| 2015             | 2021             | 2015   | 2021     | Marie-Claire Barbier   |        | DVD    | Cadre fonction publique territoriale Maire de Chindrieux Vice-présidente du Conseil départemental (Collèges) |
| 2021             | 2028             | 2021   | en cours | Marie-Claire Barbier   |        | DVD    | Conseillère sortante, 6ème Vice-Présidente |
| 2021             | 2028             | 2021   | en cours | François Moiroud       |        | DVD    | Chargé de mission en collectivité territoriale, maire de Yenne |

### Résultats détaillés

#### Élections de mars 2015
À l'issue du 1er tour des élections départementales de 2015, trois binômes sont en ballottage : Gaston Arthaud-Berthet et Marie-Claire Barbier (UMP), avec 32,24 %, René Padernoz et Isabelle Werwinski (EÉLV), avec 29,59 % et Laetitia Leneutre et Thierry Leneutre (FN), avec 26,75 %. Le taux de participation est de 55,34 % (8 038 votants sur 14 526 inscrits) contre 48,82 % au niveau départemental et 50,17 % au niveau national.
Au second tour, Gaston Arthaud-Berthet et Marie-Claire Barbier sont élus avec 38,83 % des suffrages exprimés et un taux de participation de 58,15 % (3 183 voix pour 8 448 votants et 14 528 inscrits).
Marie-Claire Barbier est apparentée LR.

#### Élections de juin 2021
Le premier tour des élections départementales de 2021 est marqué par un très faible taux de participation (33,26 % au niveau national). Dans le canton de Bugey savoyard, ce taux de participation est de 35,66 % (5 434 votants sur 15 239 inscrits) contre 33,57 % au niveau départemental. À l'issue de ce premier tour, deux binômes sont en ballottage : Marie-Claire Barbier et François Moiroud (Divers, 55,94 %) et Dominique Scheidecker et Maryline Tourneur Dufus (DVG, 25,3 %).
Le second tour des élections est marqué une nouvelle fois par une abstention massive équivalente au premier tour. Les taux de participation sont de 34,36 % au niveau national, 33 % dans le département et 34,94 % dans le canton de Bugey savoyard. Marie-Claire Barbier et François Moiroud (Divers) sont élus avec 70,19 % des suffrages exprimés (3 482 voix pour 5 323 votants et 15 236 inscrits),,.

## Composition

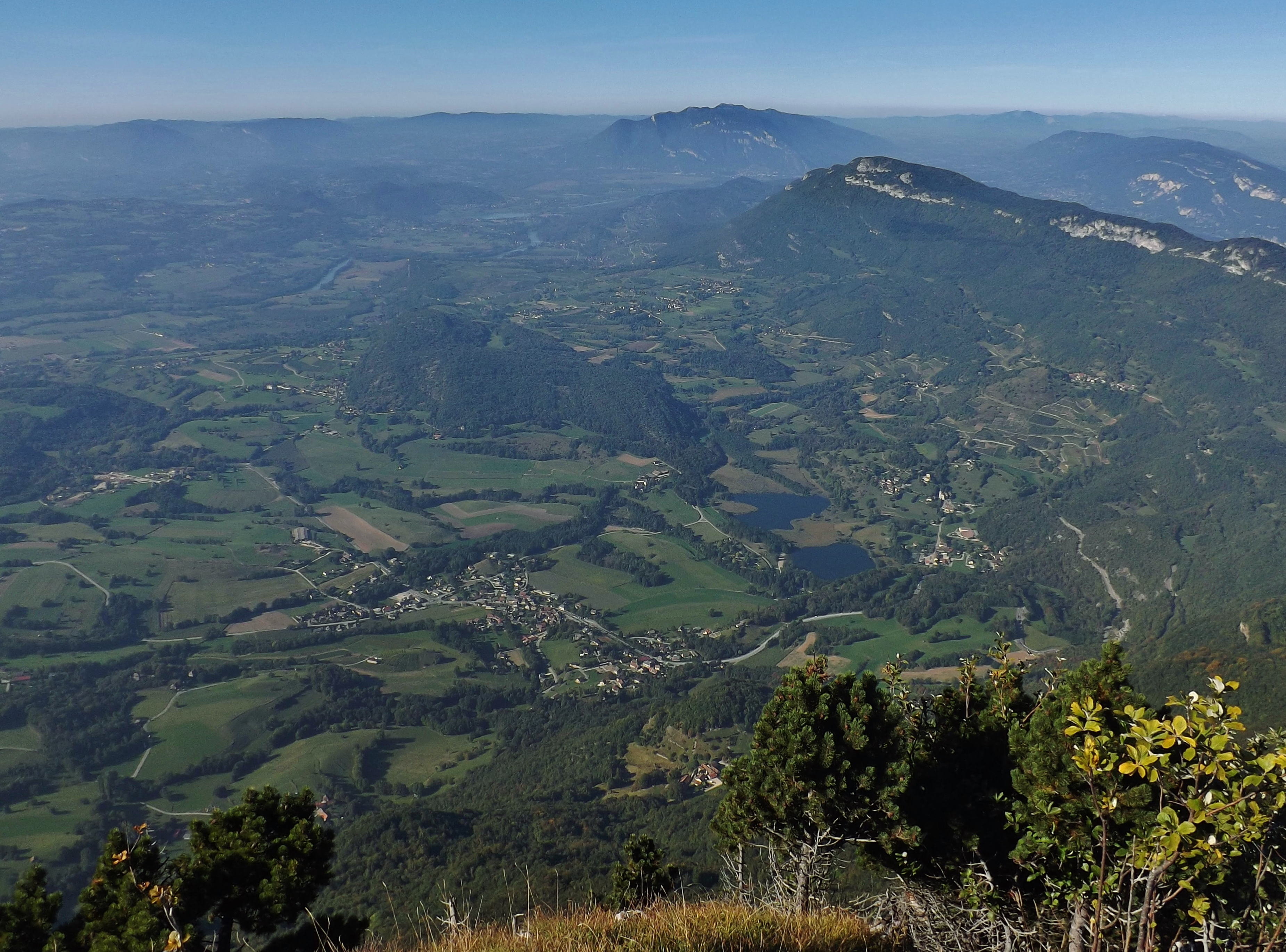
Vue du canton en direction du nord, sur les hauteurs de Saint-Jean-de-Chevelu.

Lors du redécoupage de 2014, le canton de Bugey savoyard comprenait trente-deux communes entières.
À la suite de la création de la commune nouvelle de Saint-Genix-les-Villages au 1er janvier 2019, le canton comprend désormais trente communes entières.
| Nom                           | Code Insee | Intercommunalité         | Superficie (km2) | Population (dernière pop. légale) | Densité (hab./km2) | Modifier                                    |
| ----------------------------- | ---------- | ------------------------ | ---------------- | --------------------------------- | ------------------ | ------------------------------------------- |
| Yenne (bureau centralisateur) | 73330      | CC de Yenne              | 23,36            | 3 045 (2022)                      | 130                | modifier les données · modifier les données |
| Avressieux                    | 73025      | CC Val Guiers            | 8,07             | 534 (2022)                        | 66                 | modifier les données · modifier les données |
| La Balme                      | 73028      | CC de Yenne              | 9,40             | 356 (2022)                        | 38                 | modifier les données · modifier les données |
| Billième                      | 73042      | CC de Yenne              | 5,98             | 262 (2022)                        | 44                 | modifier les données · modifier les données |
| Champagneux                   | 73070      | CC Val Guiers            | 10,68            | 671 (2022)                        | 63                 | modifier les données · modifier les données |
| Chanaz                        | 73073      | CA Grand Lac             | 6,75             | 551 (2022)                        | 82                 | modifier les données · modifier les données |
| La Chapelle-Saint-Martin      | 73078      | CC de Yenne              | 2,57             | 146 (2022)                        | 57                 | modifier les données · modifier les données |
| Chindrieux                    | 73085      | CA Grand Lac             | 16,42            | 1 488 (2022)                      | 91                 | modifier les données · modifier les données |
| Conjux                        | 73091      | CA Grand Lac             | 1,70             | 216 (2022)                        | 127                | modifier les données · modifier les données |
| Gerbaix                       | 73122      | CC du Lac d'Aiguebelette | 6,91             | 445 (2022)                        | 64                 | modifier les données · modifier les données |
| Jongieux                      | 73140      | CC de Yenne              | 6,43             | 284 (2022)                        | 44                 | modifier les données · modifier les données |
| Loisieux                      | 73147      | CC de Yenne              | 9,33             | 224 (2022)                        | 24                 | modifier les données · modifier les données |
| Lucey                         | 73149      | CC de Yenne              | 6,14             | 290 (2022)                        | 47                 | modifier les données · modifier les données |
| Marcieux                      | 73152      | CC du Lac d'Aiguebelette | 4,40             | 237 (2022)                        | 54                 | modifier les données · modifier les données |
| Meyrieux-Trouet               | 73156      | CC de Yenne              | 11,05            | 337 (2022)                        | 30                 | modifier les données · modifier les données |
| Motz                          | 73180      | CA Grand Lac             | 9,04             | 467 (2022)                        | 52                 | modifier les données · modifier les données |
| Novalaise                     | 73191      | CC du Lac d'Aiguebelette | 16,26            | 2 243 (2022)                      | 138                | modifier les données · modifier les données |
| Ontex                         | 73193      | CA Grand Lac             | 4,62             | 92 (2022)                         | 20                 | modifier les données · modifier les données |
| Rochefort                     | 73214      | CC Val Guiers            | 5,60             | 250 (2022)                        | 45                 | modifier les données · modifier les données |
| Ruffieux                      | 73218      | CA Grand Lac             | 13,21            | 808 (2022)                        | 61                 | modifier les données · modifier les données |
| Saint-Genix-les-Villages      | 73236      | CC Val Guiers            | 25,45            | 3 028 (2022)                      | 119                | modifier les données · modifier les données |
| Saint-Jean-de-Chevelu         | 73245      | CC de Yenne              | 12,72            | 837 (2022)                        | 66                 | modifier les données · modifier les données |
| Saint-Paul-sur-Yenne          | 73269      | CC de Yenne              | 13,25            | 750 (2022)                        | 57                 | modifier les données · modifier les données |
| Saint-Pierre-d'Alvey          | 73271      | CC de Yenne              | 7,70             | 309 (2022)                        | 40                 | modifier les données · modifier les données |
| Saint-Pierre-de-Curtille      | 73273      | CA Grand Lac             | 9,75             | 488 (2022)                        | 50                 | modifier les données · modifier les données |
| Sainte-Marie-d'Alvey          | 73254      | CC Val Guiers            | 2,61             | 128 (2022)                        | 49                 | modifier les données · modifier les données |
| Serrières-en-Chautagne        | 73286      | CA Grand Lac             | 16,04            | 1 161 (2022)                      | 72                 | modifier les données · modifier les données |
| Traize                        | 73299      | CC de Yenne              | 9,48             | 336 (2022)                        | 35                 | modifier les données · modifier les données |
| Verthemex                     | 73313      | CC de Yenne              | 9,28             | 240 (2022)                        | 26                 | modifier les données · modifier les données |
| Vions                         | 73327      | CA Grand Lac             | 5,70             | 426 (2022)                        | 75                 | modifier les données · modifier les données |
| Canton de Bugey savoyard      | 7306       |                          | 289,90           | 20 649 (2022)                     | 71                 | modifier les données                        |

## Démographie
En 2022, le canton comptait 20 649 habitants, en évolution de +4,11 % par rapport à 2016 (Savoie : +3,63 %, France hors Mayotte : +2,11 %).
| 2013   | 2018   | 2022   |
| ------ | ------ | ------ |
| 19 336 | 20 004 | 20 649 |